# Хобениці
Хобениці (пол. Chobienice) — село в Польщі, у гміні Седлець Вольштинського повіту Великопольського воєводства.
Населення — 1295 осіб (2011).
У 1975-1998 роках село належало до Зеленоґурського воєводства.

## Демографія
Демографічна структура станом на 31 березня 2011 року:
|          | Загалом | Допрацездатний вік | Працездатний вік | Постпрацездатний вік |
| -------- | ------- | ------------------ | ---------------- | -------------------- |
| Чоловіки | 630     | 129                | 460              | 41                   |
| Жінки    | 665     | 142                | 407              | 116                  |
| Разом    | 1295    | 271                | 867              | 157                  |